# 费尼厄
费尼厄（法語：Feigneux，法語發音：[fɛɲø]）是法国瓦兹省的一个市镇，位于该省东部偏南，属于桑利斯区。

## 地理
费尼厄（49°15'33"N, 2°55'51"E）面积11.41 平方千米，位于法国上法蘭西大區瓦兹省，该省份为法国北部内陆省份，北起索姆省，西接厄尔省和滨海塞纳省，南至塞纳-马恩省和瓦兹河谷省，东临埃纳省。
与费尼厄接壤的市镇（或旧市镇、城区）包括：瓦卢瓦地区贝唐库尔、瓦卢瓦地区克雷皮、弗雷努瓦-拉里维耶尔、日洛库尔、莫里安瓦勒、吕西-贝蒙、塞里-马涅瓦勒。

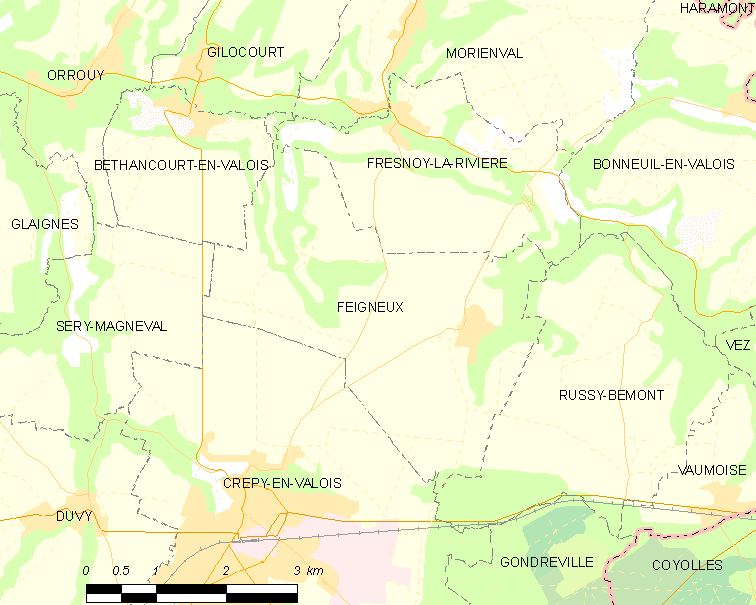
费尼厄的OSM定位图

费尼厄的时区为UTC+01:00、UTC+02:00（夏令时）。

## 行政
费尼厄的邮政编码为60800，INSEE市镇编码为60231。

## 政治
费尼厄所属的省级选区为瓦卢瓦地区克雷皮县。

## 人口

1962-2008年间费尼厄人口变化图示

费尼厄于2022年1月1日时的人口数量为451人。